# بوبوتتسوانا
بوبوتتسوانا (بالإنجليزية: Bophuthatswana)‏ (/ˌboʊpuːtətˈswɑːnə/، ومعناها «اسم جمع لشعب تسوانا»)، رسميا جمهورية بوبوتتسوانا (بالإنجليزية: Republic of Bophuthatswana)‏ (لغة تسوانية: Repaboleki ya Bophuthatswana; لغة أفريقانية: Republiek van Bophuthatswana)، كانت بانتوستان («وطن»، منطقة مخصصة للأفراد من إثنية محددة) والاسمية الديمقراطية البرلمانية في المنطقة الشمالية الغربية من جنوب أفريقيا. وكان مركز الحكومة في مماباثو (Mmabatho).
بوبوتتسوانا كانت المنطقة الأولى التي أعلنت دولة مستقلة والتي تتشكل من خليط متناثر من جيوب الأراضي الفردية. خلال الأيام الأخيرة من وجودها، أدت الأحداث التي جرت داخل حدودها إلى إضعاف وانقسام مقاومة الجناح الأيمن الأفريكانية نحو الديمقراطية جنوب أفريقيا.
في عام 1994، تم إعادة دمجها إلى جنوب أفريقيا، ووزعت أراضيها بين المحافظات الجديدة «لدولة أورانج الحرة» (الآن فري ستيت)، كيب الشمالية، والمقاطعة الشمالية الغربية.

### التاسيس

حدود بوبوتتسوانا الداخلية. باللون الأحمر.

### حل

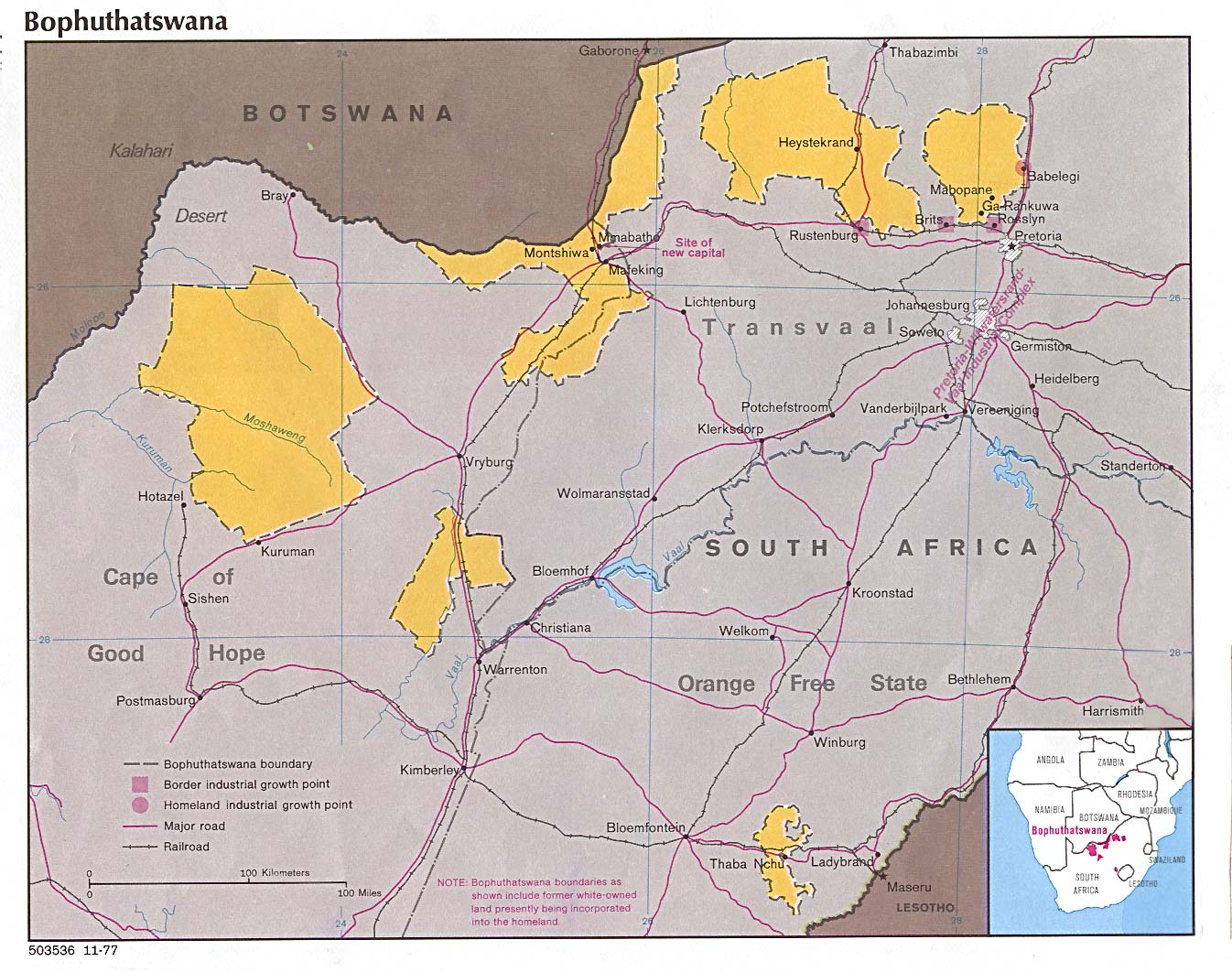
بوبوتتسوانا في عام 1977

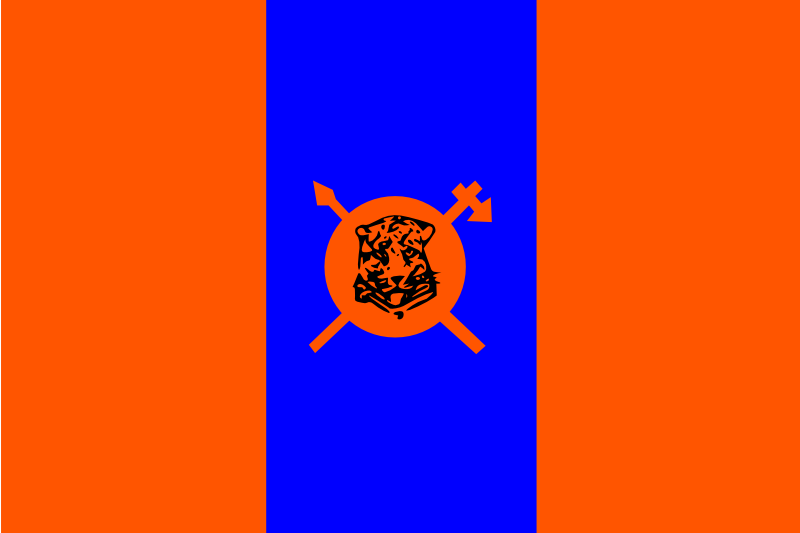
Flag of the BDF